# Austria ai VII Giochi olimpici invernali
L'Austria partecipò ai VII Giochi olimpici invernali, svoltisi a Cortina d'Ampezzo, Italia, dal 26 gennaio al 5 febbraio 1956, con una delegazione di 60 atleti impegnati in otto discipline.

## Medagliere

### Per discipline
| Sport                 | Oro | Argento | Bronzo | Totale |
| --------------------- | --- | ------- | ------ | ------ |
| Sci alpino            | 3   | 3       | 3      | 9      |
| Pattinaggio di figura | 1   | 0       | 1      | 2      |
| Totale                | 4   | 3       | 4      | 11     |

### Medaglie
| Medaglia | Atleta                        | Sport                 | Evento                          |
| -------- | ----------------------------- | --------------------- | ------------------------------- |
| Oro      | Elisabeth Schwarz Kurt Oppelt | Pattinaggio di figura | Pattinaggio di figura a coppie  |
| Oro      | Toni Sailer                   | Sci alpino            | Discesa libera maschile         |
| Oro      | Toni Sailer                   | Sci alpino            | Slalom gigante maschile         |
| Oro      | Toni Sailer                   | Sci alpino            | Slalom speciale maschile        |
| Argento  | Andreas Molterer              | Sci alpino            | Slalom gigante maschile         |
| Argento  | Josefine Frandl               | Sci alpino            | Slalom gigante femminile        |
| Argento  | Regina Schöpf                 | Sci alpino            | Slalom speciale femminile       |
| Bronzo   | Ingrid Wendl                  | Pattinaggio di figura | Pattinaggio di figura femminile |
| Bronzo   | Andreas Molterer              | Sci alpino            | Discesa libera maschile         |
| Bronzo   | Walter Schuster               | Sci alpino            | Slalom gigante maschile         |
| Bronzo   | Dorothea Hochleitner          | Sci alpino            | Slalom gigante femminile        |